# Actias eberti
Actias eberti är en fjärilsart som beskrevs av Pierre Claude Rougeot 1969. Actias eberti ingår i släktet månspinnare, och familjen påfågelspinnare. Inga underarter finns listade i Catalogue of Life.